# Johnson (rapper)
 For alternative betydninger, se Johnson. (Se også artikler, som begynder med Johnson)
Marc Kwabena Johnson (født 1980 i Svendborg) er en dansk-ghanesisk rapper, kendt som Johnson. Han er tidligere kendt som NiggerenISlæden (eller N.I.S.). Han var medlem af den hedengangne gruppe B.A.N.G.E.R.S. sammen med U$O, L.O.C. og DJ Rescue.
Sammen udgav de en EP, der blev kaldt V.I.P. EP'en, og udkom i et meget lille oplag med fire tracks. I 2007 udgav B.A.N.G.E.R.S. Ingen Diskussion.

## Biografi
Efter faderens død flyttede han som otteårig med sin mor og halvsøster, sangeren Zindy Laursen, til Åbyhøj i Århus, hvor han voksede op.

### Karriere
Han slog for alvor igennem, da han i 2004 udgav EP'en Johnson & Malone sammen med barndomsvennen Ralle Malone med produceren Pilfinger fra Glamour Hotel Music, og i 2005, da han som en del af gruppen J.A.Z., bestående af Marc Johnson, Alex Ambrose og storesøster Zindy Laursen, udgav singlen, Ingen gør som vi gør.
Johnsons første soloalbum blev udgivet den 29. maj 2006 med titlen Det passer (Produceret af Pilfinger fra Glamour Hotel Music). På dette album gæsteoptræder bl.a. L.O.C., U$O og Alex Ambrose. I foråret 2007 optrådte han sammen med L.O.C. og U$O på singlen Ingen Diskussion.
Johnson udsendte d. 21.09.09 sit andet soloalbum "Alt Mit Shit", hvorpå singlerne "Bawler Hele Dagen" og "Teriyaki" ligger. Det kommende album er produceret af Pilfinger fra Glamour Hotel Music
Johnson medvirker også i hittet "Hey Shorty" fra albummet "Discolized" af DJ og producer Thomas Kato sammen med U$O som blev udgivet februar 2010.
I 2010 medvirker Johnson i det danske tv-program AllStars, hvor han repræsenterer sin hjemby Århus.
Den 4. Juni 2010 udgav Johnson i samarbejde med U$O et nyt mixtape med navnet "Got The Anlæg Going Åndssvag". Mixtapet var selvfinancieret af de to rappere og kunne downloades gratis på Gratismixtape.dk

## Diskografi

### Ep'er
- Sextape (2013)

### Studiealbum
| År                                                               | Titel                             | Højeste placering | Certificering |
| År                                                               | Titel                             | Danmark           | Certificering |
| ---------------------------------------------------------------- | --------------------------------- | ----------------- | ------------- |
| 2006                                                             | Det passer                        | 6                 | - 2× Platin   |
| 2009                                                             | Alt mit shit                      | 23                |               |
| 2012                                                             | Kender du ik' Johnson (opsamling) | —                 |               |
| 2015                                                             | Johnson                           | —                 |               |
| "—" markerer en udgivelse der ikke opnåede en hitlisteplacering. |                                   |                   |               |

### Andre udgivelser
- B.A.N.G.E.R.S. – "VIP" EP'en (Rescue Records 1999)
- V/A – "Funkalation" ($kandalø$ 1999)
- U$O – "Mr.Mista" ($kandalø$ 2000)
- V/A – "Smoke & Mirrors" (Rescue Records 2001)
- Pimp-A-Lot – "Uden Om Systemet" (2002)
- V/A – "Dansk Rap 1988-2003" (Playground Music 2003)
- Johnson & Malone – Johnson & Malone (Run For Cover 2004)
- U$O – "Jegvilgerneduvilgerneviskalgerne" (Virgin 2005)
- L.O.C. – Cassiopeia / "Cassiopeia Limited Edition" (Virgin 2005/06)
- U$O – Hold Nu (Sonet Records 2007)
- Johnson & U$O – Got The Anlæg Going Åndssvag (Selvfinancieret 2010)
- 2011 – Johnson – Al'for Brian til dem (Selvfinancieret 2012)

### Singler
1. "Kig Forbi" (2006)
2. "Det passer" (2006)
3. "Nasty/Ik' Hate" (2007) # 27 (Danish Dance Chart)
4. "Bawler hele dagen" (2009)
5. "Teriyaki" (2009)
6. "Det Her" (2013)

### Gæsteoptrædener
- 1999 – V/A – Funkalation – "Skal Jeg Betale (So!)", "Verdens Højeste Mand"
- 2001 – U$O – Mr. Mi$ta – "Undskyld So – Snakker Du Til Os"
- 2004 – V/A – Gadeplan – "Der Ska' Mere Til"
- 2005 – Sheriff – Benzin På Bålet – "Rowdy"
- 2005 – U$O – JegvilgerneDuvilgerneViskalgerne – "Kan Du Ikk´ Li´ Mig"
- 2005 – L.O.C. – Cassiopeia – "Læg Den Hater Ned"
- 2006 – L.O.C. – Cassiopeia Limited Edition – "Læg Den Hater Ned"
- 2006 – Alex – Ta' Det Tilbage – "Jeg Ser Dig"
- 2007 – U$O – Hold Nu! – "Ingen Diskussion", "Ingen Diskussion(Remix)"
- 2009 – U$O – "Hva Deer"
- 2010 – Kato – "Hey Shorty"
- 2011 – Kato – "Sjus"
- 2011 – U$O – "Skru' Op pt. 2"
- 2012 - Joey Moe ft. Johnson – "Vinderholdet"
- 2013 - Sukker Lyn - "Mere På" (feat. Johnson)
- 2013 - Nephew, Johnson - 1-2-3-4-5 - "Statusopdatere At Jeg Statusopdatere"
- 2021 - Basim , Hedegaard - “du gør det godt” (feat.Johnson)